# Friedrich-Wilhelm Rahe
Friedrich-Wilhelm Rahe est un joueur allemand de tennis et de hockey sur gazon né et décédé à Rostock (16 avril 1888 - 18 février 1949)

## Carrière
Il perd au premier tour du tournoi de tennis des jeux Olympiques de 1908 en simple et en double avec Oskar Kreuzer. Engagé également dans le tournoi d'Hockey sur gazon il finit 5e sur 6 équipes, devant la France et derrière les équipes britanniques.
Il joue le tournoi de Tournoi de Wimbledon en 1908, 1909, 1911, 1912, 1913 et 1928, avec un bilan d'une demi-finale (il bat Gordon Lowe en 1/4) et deux quarts de finale. Une finale en double en 1913 avec Heinrich Kleinschroth, perdu contre Herbert Barrett et Charles Dixon 6-2, 6-4, 4-6, 6-2.
Il joue 3 rencontres de Coupe Davis en 1913 et 1927. Il cumul 3 victoires pour 3 défaites, en simple 2 victoires pour 1 défaite et en double 1 victoire pour 1 défaite. Il y bat André Gobert en 1913, 6-1, 6-1, 6-1.

### Titres en simple (3)
- 1909 Cannes (Métropole), bat C.K.F. Andrews
- 1909 Wiesbaden, bar Harry Parker
- 1911 Wiesbaden, bat Heinrich Kleinschroth

### Finales en simple (8)
- 1906 Hambourg, perd contre Josiah Ritchie[2]
- 1909 Cannes (Championnat), perd contre Josiah Ritchie
- 1909 Hambourg (Dammator Club), perd contre Otto Froitzheim
- 1909 Hambourg, perd contre Otto Froitzheim
- 1909 Baden-Baden, perd contre Otto Froitzheim
- 1909 Eastbourne, perd contre Otto Froitzheim
- 1913 Wiesbaden, perd contre Oskar Kreuzer
- 1914 Berlin, perd contre Otto Froitzheim
- 1922 Hambourg, perd contre Otto Froitzheim

## Référence
1. ↑  (en) Sports Reference
2. ↑  (en) Tennis Archives